# Bitva u Kolína (1449)
Bitva u Kolína byla menší válečný střet mezi kališnickými oddíly tzv. Poděbradské jednoty pod vedením Jana Parduse z Horky, které byly loajální Jiřímu z Poděbrad, a jednotkami Bedřicha ze Strážnice, který kontroloval město Kolín a s ním i téměř celou oblast středního Polabí.  
Odehrála se v okolí Kolína ve středních Čechách začátkem roku 1449, patrně koncem března, během politických a náboženských sporů v českých zemích v rámci období tzv. pohusitského interregna. Skončila porážkou oddílů Poděbradské jednoty. Nedlouho po bitvě bylo 10. dubna uzavřeno mezi kališnickou a katolickou stranu roční příměří, na které pak roku 1450 navázaly další boje.  

## Pozadí
Po porážce radikálních husitů v bitvě u Lipan 30. května 1434 byl Kolín, ze kterého byli po dobytí husity v prosinci 1427 vyhnáni všichni nehusitští (především němečtí) obyvatelé, obsazen vojskem Jana Čapka ze Sán. Od roku 1435 pak město a jeho okolí kontroloval táborský hejtman a kněz Bedřich ze Strážnice, který se toho roku stal vrchním hejtmanem vojenské posádky města, čítající asi 500 mužů. Ten nejprve neuznával zemskou vládu, a proto Pražané koncem dubna město oblehli. Bedřich se pak zavázal, že uzná Zikmunda českým králem. Ten mu za to 18. listopadu 1436 daroval Kolín a okolí jako dědičné jmění. Tím vzniklo kolínské panství a Kolín přestal být královským městem. Bedřich vybudoval na místě zbořeného kláštera kolínský hrad, založený pravděpodobně roku 1437.    
Bedřich se pak spojil s katolickými odpůrci politicky sílícího správce Boleslavského kraje Jiřího z Poděbrad, s pány z Hradce a Rožmberka, stejně jako s kališnickými odpůrci, často někdejšími hejtmany radikálních husitů, jako bylo Jan Kolda ze Žampachu a další. Roku 1440 se společně s dalšími spojenci neúspěšně pokusili přepadnout Prahu, v dalších letech pak na svých panstvích pak do velké míry vykonávali autonomní politiku. Dne 24. června 1448 byla na sjezdu v Kutné Hoře založena Poděbradská jednota, politická strana českých kališníků, prosazující do čela politicky rozvrácených Čech Jiřího z Poděbrad. Její jádro tvořili členové tzv. východočeského kališnického landfrýdu, vojenského svazu někdejších husitských bojovníků pod vedením Hynce Ptáčka z Pirkštejna, po jehož smrti roku 1444 se do vedení postavil Jiří z Poděbrad. Vojsko poděbradské jednoty pak 3. září 1448 s devítitisícovým vojskem po menších bojích obsadilo Prahu, Jiří z Poděbrad se ujal správcovství země a byly zahájeny pokusy o rozhovory s dalšími, především katolickými oponenty z řad domácí šlechty.   
Vedle zástupců katolické, především pak jihočeské šlechty, zformované začátkem roku 1449 s názvem Strakonická jednota pod vedením Oldřicha II. z Rožmberka, pak vůči Jiřímu začali vykonávat ozbrojený odpor především Bedřich ze Strážnice v Kolíně a Jan Kolda II. ze Žampachu, majitel Náchoda. Ti byli v čilém korespondenčním kontaktu s představiteli Strakonické jednoty, se kterými spolupracovali. Konflikt pak přerostl v regulérní lokální válku. Poděbradská jednota pod vedením Soběslava Mrzáka z Miletínka pak začátkem roku 1449 stačila oblehnout Náchod a další Koldovy statky ve východních Čechách. V únoru toho roku se pak Janu Koldovi podařilo porazit moravské oddíly Smila z Drňovic a Vaňka z Trnavky, mířící do východních Čech, v bitvě u Moravské Třebové. Jelikož mu však tento úspěch nemohl zaručit převahu, jednal dál s možnými spojenci, až byl, zejména kvůli obležení domovských hradů, nucen v polovině března 1449 uzavřít s Poděbradskou jednotou příměří. Kolín v držení Bedřicha tak byl, i díky své blízkosti k Praze (cca 65 km), pro Poděbradskou jednotu čím dál tím větším strategickým problémem, zejména, když v úvodu bojů roku 1449 úspěšně plenil Jiřího rodné Poděbradsko a Kuněticko.  

## Bitva
Další vojsko Poděbradských vedené Janem Pardusem z Horky, Zdeňkem ze Švábenic a Janem z Honbic se vydalo obléhat hrad Černý Kostelec (později Zbořený Kostelec) u Týnce nad Sázavou v držení Kuneše Rozkoše z Dubé, který již po několik let byl schopen z hradu vyrážet k ozbrojeným výpadům. Obléhání bylo pro neúspěch krátce nato přerušeno a poté se výprava vydala směrem k táboritskému Kolínu, kde začala plenit okolí města. Ten byl o útoku informován díky korespondenci s Rožmberkem a Koldou a útok tak očekával. 
Proti Pardusovým oddílům byl pak z města vypraven oddíl pod vedením Šimona ze Strážnice a Jana Sudlice z Běstviny, který měl provést útočný výpad. Jednotky Poděbradské jednoty byly útokem patrně překvapeny a následně kolínskou posádkou obráceny na ústup. Jejich ztráty jsou uváděny na přibližně 200 padlých a asi 150 zajatých, záznamy o ztrátách druhé strany chybí, lze ale předpokládat, že byly násobně menší. 
Bitva patrně odehrála někdy v průběhu března, nejspíše před podpisy mírových dohod 25. března v Jindřichově Hradci a 29. března v Poděbradech. 
Střetnutí u Kolína zmiňuje také František Palacký ve svém letopisu Dějiny národu českého v Čechách a v Moravě.

## Důsledky
Bitva spolu s vítězstvím Jana Koldy u Moravské Třebové znamenala pro Poděbradskou jednotu, jejíž politická i vojenská moc v českých zemích postupně sílila, výrazný strategický problém, který ji částečně donutil uzavřít příměří namísto vojenské likvidace svých odpůrců, což se koneckonců ani neshodovalo s jejími cíli. Strakonická jednota byla poté 4. června 1450 poražena v bitvě u Rokycan a nucena podepsat Vlčtejnskou smlouvu, ozbrojené půtky se pak odehrávaly až do roku 1451. V roce 1452 byl i bez souhlasu Tábora, Koldy ze Žampachu, Bedřicha ze Strážnice a dalších Jiří z Poděbrad zvolen správcem země.   
Bedřich ze Strážnice vládl na kolínském panství až do roku 1458, kdy byl Jiří z Poděbrad zvolen českým králem a vykázal Bedřicha na svůj hrad Potštejn. Kolín se tak stal soukromým majetkem krále.  